# Teoría del fluido único
A principios del siglo XVIII, varios naturalistas se ocuparon de los fenómenos eléctricos que resultaban de friccionar distintos materiales. Cuando el físico francés Charles François de Cisternay du Fay frotó con un paño de seda una barra de vidrio, vio que se obtenía un tipo de energía friccional; luego, si hacía lo mismo con una segunda barra, al intentar unirlas, se rechazaban. Pero también ocurría lo mismo cuando se empleaban barras de resina frotadas sobre la piel. Finalmente, du Fay publicó en 1734 que la electricidad estaba constituida por dos «fluidos eléctricos», el «vítreo» y el «resinoso», que se separaban por fricción y al unirlos, se neutralizaban mutuamente.